# Toksun (häradshuvudort i Kina, Xinjiang Uygur Zizhiqu, lat 42,79, long 88,64)
Toksun (kinesiska: 托克逊, 托克逊县) är en häradshuvudort i Kina. Den ligger i den autonoma regionen Xinjiang, i den nordvästra delen av landet, omkring 140 kilometer sydost om regionhuvudstaden Ürümqi. Antalet invånare är 118 221. Befolkningen består av 54 709 kvinnor och 63 512 män. Barn under 15 år utgör 19,0 %, vuxna 15-64 år 73 %, och äldre över 65 år 6,0 %.
Runt Toksun är det mycket glesbefolkat, med 7 invånare per kvadratkilometer. Det finns inga andra samhällen i närheten. Trakten runt Toksun är ofruktbar med lite eller ingen växtlighet.
Genomsnittlig årsnederbörd är 105 millimeter. Den regnigaste månaden är juli, med i genomsnitt 27 mm nederbörd, och den torraste är mars, med 1 mm nederbörd.